# Castelul Niepołomice
Castelul Regal Niepołomice este un castel gotic a cărui construcție s-a început la mijlocul secolului al XIV-lea, reconstruit în stil renascentist târziu și denumit al doilea Wawel. El este situat în Niepołomice, Polonia.

## Istorie
Castelu Niepołomice a fost construit după ordinul regelui Cazimir al III-lea cel Mare pe panta văii Vistula, pentru a servi ca un refugiu în timpul expedițiilor de vânătoare din apropiata Pădurii Niepołomice. Castelul este constituit din trei turnuri, clădiri în aripa de sud și de est și pereți cortină în jurul curții. Sigismund I cel Bătrân i-a reconstruit structura, dându-i forma unui patrulater cu o curte interioară. Grădinile reginei Bona Sforza au fost situate pe flancul sudic. În 1550 marele incendiu a distrus aripile de est și nord. Lucrările de reconstrucție au fost realizate in 1551-1568, sub supravegherea lui Tomasz Grzymała și sculptorului Santi Gucci. De la sfârșitul secolului al XVI-lea, castelul a trecut în mâinile familiilor nobile Curyło, Branicki și Lubomirski. La acel moment, în interioarele castelului au fost făcute doar mici modificări (căminele, tavanele). Construirea unei curți arcade a început în 1635 și a fost finalizată în 1637. Invazia suedeză-brandenburgă din 1655 a pus capăt măreția clădirii. În timpul ocupației, castelul a fost transformat într-un magazin de produse alimentare. În secolul al XVIII-lea a fost achiziționat de către regele August al II-lea cel Puternic și Augustu al III-lea. Reconstrucția fostei reședințe regale a început în 1991, când a devenit proprietatea Municipalității Niepołomice.